# 曹灼
曹灼（1505年—1578年），字用晦、晦伯，號履斋，直隸蘇州府太倉州人，民籍，明朝政治人物。

## 生平
嘉靖十年（1531年）辛卯科應天府鄉試第十三名舉人。嘉靖三十二年（1553年）中式癸丑科會試第二百三十二名，三甲第十五名進士。兵部观政，授江西撫州府推官，升刑部主事，丁父忧归。卒年七十四。

## 家族
曾祖曹良瑛；祖父曹㫤，訓導 封兵馬指揮；父曹獻，號石溪，兵馬司指揮。母王氏（贈孺人）；繼母屈氏。兄曹逵（知府）；弟曹炫、曹炜、曹焕、曹爌，俱生员；曹焴、曹炤。子志文、志孝。